# Cantó de Bourgneuf-en-Retz
El cantó de Bourgneuf-en-Retz (bretó Kanton Bourc'hnevez-Raez) és una divisió administrativa francesa situat al departament de Loira Atlàntic a la regió de Loira Atlàntic, però que històricament ha format part de Bretanya.

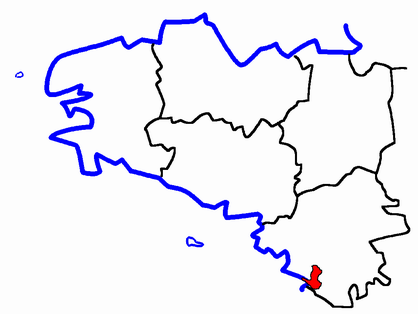
Situació del cantó

## Composició
El cantó aplega 6 comunes: 
| Nom francès               | Nom bretó         | Població | km²    | Codi Postal | Codi INSEE |
| Bourgneuf-en-Retz         | Bourc'hnevez-Raez | 2.403    | 53,19  | 44580       | 44021      |
| Chéméré                   | Keverieg          | 1.583    | 37,31  | 44680       | 44040      |
| Fresnay-en-Retz           | Onnod-Raez        | 855      | 20,49  | 44580       | 44059      |
| La Bernerie-en-Retz       | Kerverner-Raez    | 2.139    | 6,08   | 44760       | 44012      |
| Les Moutiers-en-Retz      | Mousterioù-Raez   | 905      | 9,57   | 44580       | 44106      |
| Saint-Hilaire-de-Chaléons | Sant-Eler-Kaleon  | 1.545    | 34,98  | 44680       | 44164      |
| Cantó                     | Bourc'hnevez-Raez | 9.430    | 161,62 | -           | 4405       |

## Història
| Data d'elecció                           | Identitat           | Partit           | Qualitat |
| ---------------------------------------- | ------------------- | ---------------- | -------- |
| 1982-                                    | Jean-Raymond Audion | RPR, després UMP |          |
| les dades anteriors no són pas conegudes |                     |                  |          |
|                                          |                     |                  |          |